# Pławce

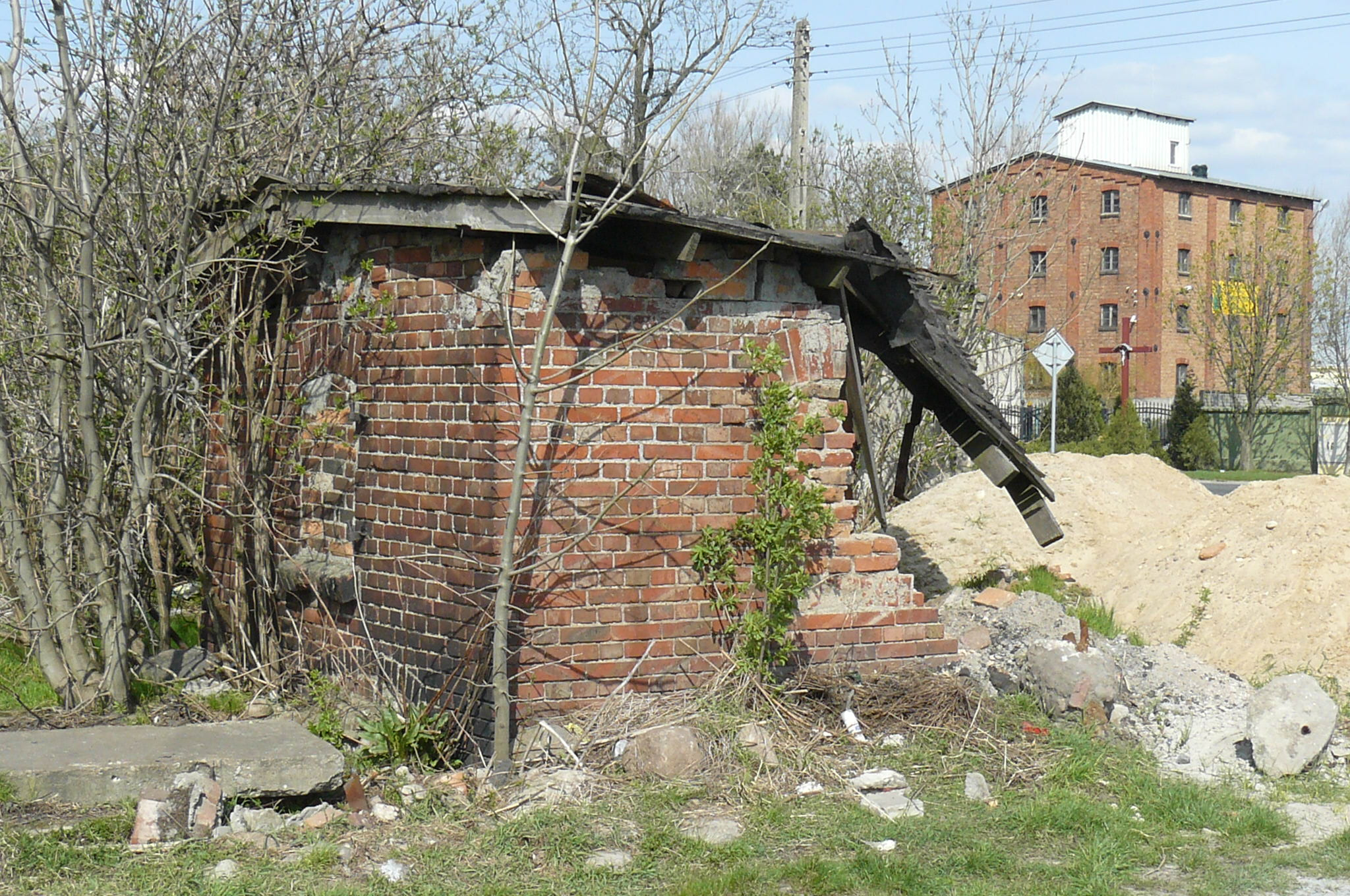
Dawny budynek Średzkiej Kolei Dojazdowej (kwiecień 2011). W tle spichlerz

Pławce – wieś w Polsce położona w województwie wielkopolskim, w powiecie średzkim, w gminie Środa Wielkopolska.

## Nazwa
Nazwa miejscowości wzięła się od zwyczaju pławienia (kąpania) koni w zbiornikach wodnych, m.in. w czasie wojen.

## Historia i warunki przyrodnicze
Pierwsze wzmianki o miejscowości pojawiły się w XIV wieku, gdzie figuruje w dokumentach jako Plowcze. W XVI w. wieś należała do rodzin Niwskich i Żernickich, natomiast w XVII w. do Łasickich. W następnych latach miejscowość była królewszczyzną dzierżawioną przez Malczewskiego. Po przejęciu przez rząd pruski oddana w dzierżawę Kurowskim, a następnie Niemcom. 
Najstarsi mieszkańcy pamiętają epidemię cholery w okolicy. Umarli zostali pochowani w pobliskim lesie na tzw. torfowiskach, z których w XX i XXI wieku był wydobywany torf. Pozostałością po wydobyciu są sztuczne oczka wodne. Są zamieszkiwane przez wiele gatunków ryb m.in. szczupak do 1,5m długości i, płoć, węgorze, karasie, japońce, liny, okonie,leszcze. Znalazła tam także schronienie para łabędzi niemych. Natomiast w kierunku Środy Wlkp. znajdują się tzw. rozlewiska, będące miejscem zbiórek ptaków przed jesiennymi odlotami, wśród których można rozróżnić m.in. żurawie.
W latach 1902–1976 przez miejscowość przebiegała trasa wąskotorówki na trasie Kobypole - Środa Miasto - Zaniemyśl, z przystankiem Pławce.
W latach 1954-1959 wieś była siedzibą gromady Pławce, po jej zniesieniu w gromadzie Środa. W latach 1975–1998 miejscowość administracyjnie należała do województwa poznańskiego.

## Zabytki
We wsi znajduje się kościół wybudowany w roku 1934, pod wezwaniem św. Stanisława Kostki. Inicjatywę założenia kościoła podjęli Stanisław i Jadwiga Rozmiarkowie wraz z rodziną. Natomiast ziemię pod budowę kaplicy dali bracia Marcin i Tomasz Jurgasińscy. Kościół jest filią kościoła kolegiackiego w Środzie Wielkopolskiej. 
Innym zabytkiem jest dwór parterowy umieszczony w niewielkim parku. W pierwszej połowie XX wieku i na początku drugiej znajdowała się w nim szkoła podstawowa w Pławcach, później przeniesiona do nowego budynku, w którym istnieje do dziś. Obecnie dworek jest podzielony na kilka mieszkań, które są własnością gminy. Część parku zajmowana jest przez przedsiębiorstwo p. Artura Zysa (wykupiona).
Pozostałością po dawnej trasie średzkiej wąskotorówki są:
- wiatrak napędzający wydobycie wody ze studni głębinowej w Pławcach;
- stare budynki stacji (obecnie w stanie klasyfikującym je do rozbiórki);
- boczna trasa do gospodarstwa w Zdziechowicach, będący obecnie drogą polną;
- mostek kamienny w Zdziechowicach.